# Jagdschloss Friedrichsthal (Oranienburg)
Das Jagdschloss Friedrichsthal war ein für Kurfürst Friedrich III. von Brandenburg erbautes Lust- und Jagdschloss in Friedrichsthal, einem heutigen Stadtteil von Oranienburg in Brandenburg, Deutschland.

## Geschichte
In dem im Jahre 1350 erstmals urkundlich erwähnten Ort Grabsdorf, etwa drei Kilometer nördlich von Oranienburg, ließ sich Kurfürst Friedrich III. in den Jahren 1691 bis 1697 am Havelufer ein Lust- und Jagdschloss mit einigen Häusern für Bedienstete errichten. Architekten waren Johann Arnold Nering (1659–1695) und Christian Eltester (1672–1700). Die Schlossanlage mit ihren Bauten und Gärten erstreckte sich vom heutigen Dorfplatz bis zur Havel. Dem Schloss halbkreisförmig vorgelagert entstanden eine Anzahl von Kavaliershäusern. Im Jahre 1701, inzwischen König in Preußen, kaufte Friedrich den gesamten Ort und ließ ihn nach sich selbst Friedrichsthal benennen.
Bereits mit dem Tod des Königs im Jahre 1713 begann der Verfall des Friedrichsthaler Besitzes. 1752 kamen von Friedrich dem Großen eingeladene Kolonisten aus Mecklenburg und Württemberg nach Friedrichsthal und nahmen die ehemaligen Kavaliershäuser in Besitz, die den Ursprung des heutigen runden Dorfplatzes bildeten. 1873 ließ der Besitzer des nahen Gutshofes die Reste des verfallenen Schlossgebäudes abreißen.
Das steinerne Siegelwappen des Schlosses wurde aufbewahrt und in die Nordwand der 1895–1897 nach Entwürfen von Ludwig von Tiedemann an der Stelle des Schlosses erbauten Dorfkirche eingemauert. Es zeigt die Initialen des Kurfürsten: C F 3.